# Tataupa-tinamu
A Tataupa-tinamu (Crypturellus tataupa) a tinamualakúak (Tinamiformes) rendjébe, ezen belül a tinamufélék (Tinamidae) családjába tartozó faj.

## Rendszerezése
A fajt Coenraad Jacob Temminck holland arisztokrata és zoológus írta le 1815-ben, a Tinamus nembe Tinamus tataupa néven.

## Alfajai
- Crypturellus tataupa inops Bangs & Noble, 1918
- Crypturellus tataupa lepidotus (Swainson, 1837)
- Crypturellus tataupa peruvianus (Cory, 1915)
- Crypturellus tataupa tataupa (Temminck, 1815)[2]

## Előfordulása
Dél-Amerikában, Argentína, Brazília, Bolívia, Ecuador, Paraguay és Peru területén honos. Természetes élőhelyei a szubtrópusi és trópusi síkvidéki esőerdők és száraz erdők. Állandó, nem vonuló faj.

## Megjelenése
Testhossza 27 centiméter.

## Természetvédelmi helyzete
Az elterjedési területe rendkívül nagy, egyedszáma viszont csökken, de még nem éri el a kritikus szintet. A Természetvédelmi Világszövetség Vörös listáján nem fenyegetett fajként szerepel.